# 王文荣
王文荣（1943年—），江苏吴江人，中国人民解放军中将。 

## 生平
王文荣1962年入伍，先后在中国人民解放军军政大学、中国人民解放军军事学院、中国人民解放军国防大学等单位工作，历任团宣传股干事、教员、讲师、教授等职，并任中国人民解放军国防大学教育长、专业技术委员会学位评定委员会委员。后任中国人民解放军国防大学副校长。
王文荣主要从事军事理论及军事史、战略学等的研究和教学工作，是中国人民解放军国防大学军事战略学的学科带头人和研究生导师，曾应邀到美国国防大学、美国陆军指挥学院等院校讲学。
2002年晋升中将军衔。2008年，任第十一届全国人大代表、全国人民代表大会教育科学文化卫生委员会委员。

## 著作
主编出版的主要著作有：
- 《毛泽东军事思想辞典》
- 《邓小平新时期军队建设思想述要》
- 《军事战略学概论》
- 《战略学》
- 《中国军队第三次现代化论纲》